# Andrzej Mierzejewski
Andrzej Mierzejewski, nacido el 7 de diciembre de 1960 en Chełmża, es un ciclista polaco ya retirado. Amateur en los años ochenta y después profesional de 1989 a 1997. Como amateur ganó el Tour de Polonia, cuando esta era amateur, tres veces (1982, 1984 y 1988), fue campeón de Polonia en ruta en 1985 y 1988 y ganó la Vuelta a Suecia 1987.

## Palmarés
1984 (como amateur)
- 2º en el Campeonato de Polonia en Ruta

1985 (como amateur)
- Campeonato de Polonia en Ruta
- 1 etapa de la Carrera de la Paz

1986 (como amateur)
- 3º del Campeonato de Polonia de Contrarreloj

1987 (como amateur)
- 2º del Campeonato de Polonia de Contrarreloj

1988 (como amateur)
- Campeonato de Polonia en Ruta

1990
- 1 etapa del International Cycling Classic

1996
- Małopolski Wyścig Górski